# Aisha Halilu
Aisha Halilu Buhari (Adamawa, 17 februari 1971) is de voormalige First lady van Nigeria en echtgenote van Muhammadu Buhari, die tussen 2015 en 2023 president van Nigeria was. Aisha is schoonheidsspecialiste van beroep en auteur van verschillende boeken.
Aisha werd geboren op 17 februari 1971 in de staat Adamawa, in het noordoosten van Nigeria. Haar grootvader, Alhaji Muhammadu Ribadu, was de eerste minister van Defensie van Nigeria (1960–1965). Aisha's vader was een burgerlijk ingenieur en haar moeder is een afstammeling van de bekende boerenfamilie Ankali. Op 2 december 1989 trouwde Aisha met Muhammadu Buhari. Het koppel heeft samen vijf kinderen en een kleinkind.
Aisha is een vrouwenrechtenactiviste en pleitbezorger voor kinderrechten. Aisha heeft bij verschillende gelegenheden de noodzaak benadrukt dat jonge meisjes basis- en middelbaar onderwijs moeten volgen en dat geen enkel meisje mag trouwen vóór de leeftijd van 17 jaar. Ze is een voorstander van het uitbannen van kindhuwelijken en kindermisbruik.
Van 29 mei 2015 tot 29 mei 2023 was Muhammadu Buhari de president van Nigeria en Aisha zodoende first lady van het land.